# Crevillent
Crevillent és una població del País Valencià a la comarca del Baix Vinalopó. Municipi ubicat entre la serra que porta el mateix nom i la plana al·luvial del Segura. A la seua serra hi destaquen principalment dues muntanyes, Sant Gaietà (816 m) i La Vella (835 m). Comprèn una plana al·luvial entre els deltes del Vinalopó i del Segura. Té un clima mediterrani subàrid. Els seus límits són: al Nord, el Fondó de les Neus i Asp; a l'Est, Elx; a l'Oest, Albatera; i al Sud, Catral. Al voltant del 70% de la població són valencianoparlants.

## Toponímia
Segons Vicent-Josep Pérez i Navarro, l'origen del topònim és llatí; per a ser exactes, Crevillent vindria de (Fundus) Caruillianus, és a dir, "propietat d'en Carvili". Seria ben probable, doncs, que l'actual poble de Crevillent tinguera el seu origen en una petita vil·la romana edificada al peu del pas de l'antiga Via Augusta. L'arribada dels àrabs hauria situat el nucli del futur Qirbilyan en un lloc més alt, però tot mantenint el topònim, que des de l'època romana designaria per extensió tota la zona.
Pérez i Navarro emparenta el topònim Crevillent amb altres ja existents dins els límits de la Romània, tals com Crivillén, situat a l'Aragó, Carvilhan (Occitània) i Carviano, població de l'actual regió italiana d'Emília-Romanya. En tots tres casos, parlaríem de nuclis sorgits a partir de vil·les relacionades amb els Carvilis, família de la qual no tenim gaires notícies.

## Història
Abundants troballes arreu la població testimonien el pas de diferents cultures. Per una banda, la Serra de Crevillent, especialment per la Rambla que creua la població, on es troben restes del Calcolític (Les Moreres), paleolític superior (La Ratlla del Bubo) o de la ibers (La Penya Negra); per l'altra, assentaments dels romans (La Canyada Joana i part alta del terme municipal). Foren els musulmans els que la fundaren, anomenant-la Qirbilyân, que construïren una gran obra hidràulica per abastir-la: La Font Antiga; durant la dominació àrab fou una important població integrada en el Regne de Múrcia. Amb la conquesta cristiana en 1244, es creà un ra'is independent sota el vassallatge dels reis castellans, que comprenia els termes de Crevillent, Albatera, Coix, Monòver, i una petita població a La Safor anomenada Beniopa; en 1298, el vassallatge passarà a mans catalano-aragoneses fins a 1318, moment en què s'inclourà en la Corona d'Aragó. En aquest context és on viurà el gran metge Muhàmmad aix-Xafra.
Amb la revolta dels musulmans castellans del 1264 es produí la intervenció militar de Jaume I; el 1304, amb la Sentència Arbitral de Torrelles, passà, juntament amb tota la zona del Baix Segura, a formar part de la Corona d'Aragó, però fou el 1308 quan Jaume el Just promulgà la incorporació formal de dites terres al Regne de València; fins al 1324 és entregada com a senyoriu a l'infant Pere; el 1439 és venut a Bernat Requesens; després del matrimoni d'Isabel de Castella i Ferran el Catòlic passa al senyoriu dels Gutiérrez de Cárdenas; la pèrdua dels drets de reialenc d'aquesta vila provocà que els seus habitants s'oposaran violentament a llur nou senyor; aquest solament pogué exercir els seus drets a partir del 1481, i els seus descendents continuaren el senyoriu. L'any 1521, durant les Germanies, la població es va sublevar contra el senyor vigent, Dídac de Càrdenas; en els primers anys del segle xvii, la seua població la formaven un total de 400 famílies, de les quals la majoria n'eren de moriscos; així, amb l'expulsió d'aquests el 1609, la seua població es va veure reduïda a la tercera part; durant la guerra de Successió (1705) va prendre partit pel borbó el qual en agraïment li va atorgar el títol de vila.
En aquests moments, Crevillent era propietat del Duc d'Arcos però, en 1766, i prenent exemple dels motins anti-senyorials d'Elx, la població se subleva i, finalment, se suprimeixen els drets senyorials.
L'economia i la caiguda poblacional no se solucionarà fins a l'augment demogràfic del segle xviii. És en aquesta època quan la població duplica i s'amplia geogràficament cap al nord, a través de les primeres llomes que envolten la població. Primerament es crearà el Raval del segle xviii i, cap meitat de segle xix, començaran a construir-se les coves d'habitació, que tindran un gran enlairament en la població. A principis de segle xx, hi haurà les mateixes cases que coves. A més, durant el segle xix també apareix una tipologia endèmica troglodita, les Coves Filadores, que disposaven d'una cova i un bancal longitudinal per a la tasca manufacturera de la filatura.
Al segle xviii s'ampliarà i millorarà la xarxa de qânats musulmans de La Font Antiga donant lloc a una ampliació orgànica de la vila en el vessant oest de la Rambla que creua la població. És l'anomenat Barri del Pont (antic Raval de santa Teresa) que, connectat mitjançant el Pont Vell, és el primer exemple d'urbanisme racional del poble. El seu nucli està conformat per tres places que organitzen l'espai: la plaça del Chapí, la de l'ermita del Pont i el Calvari. A més, igual que ocorre amb el vessant est, tot ell està envoltat per un cinturó de coves habitatge. Durant aquesta època, la convulsió política de l'estat farà que sorgisca un fenomen social en les classes més baixes, es tracta del bandolerisme, on Crevillent (terra de bandits i lladres per excel·lència) tindrà un gran arrelament amb bandits com Manuel Manchón el Català, Els Mojica i, sobretot, Jaume el Barbut. Per altra banda, petits i grans mestres de fàbrica començaren a invertir amb la indústria predominant de la població: les estores i les catifes. Tallers amb telers manuals passaran, a poc a poc, a convertir-se en centres industrials de gran importància al llarg del segle xx, que dotaran a la població d'un caràcter netament industrial. Així, durant aquest segle, i com que s'havia aconseguit arribar fins a la frontera natural de la muntanya i del gran cinturó de coves que envoltava el nucli urbà, la població creix cap al sud, on el desnivell no és tan accentuat i es poden crear grans vies per al trànsit rodat amb una quadrícula molt més poderosa que la donada en l'ampliació del segle xix, tenint dos grans eixamples: primerament fins als anys seixanta on creixerà en la part sud del barri del Pont i del Crevillent antic, seguint la direcció vertical del passeig del Fontenay i, en un segon moment, una planificació orgànica a l'extrem sud que arribarà fins als nostres dies.

## Demografia
|          | 1857  | 1887   | 1910   | 1920   | 1930   | 1940   | 1950   | 1960   | 1970   | 1981   | 1991   | 2001   | 2006   | 2008   | 2011   | 2017   | 2024   |
| Població | 7.787 | 10.114 | 10.452 | 11.216 | 11.991 | 11.403 | 12.636 | 14.047 | 16.901 | 20.841 | 22.660 | 25.101 | 27.815 | 28.432 | 28.362 | 28.836 | 30.585 |

Les primeres dades escrites del cens de la vila venen de la mà del professor Lapeyre, que assenyala que el 1563, any del desarmament dels moriscos valencians, la vila té una població de 208 cases (938 habitants). Just abans de l'expulsió dels moriscos, s'arriba a 400 cases (1800 hab.), l'expulsió suposà un fort cop a l'evolució positiva de la població que no es recuperarà fins un segle després, el 1739 segons el cens del Marquesat d'Elx n'hi havia 800 cases (3.600 hab.) i segueix creixent durant tot el XVIII fins que arriba als 8.000 hab. (1794, Cavanilles).
Front a aquest fenomen d'increment regular i constant del segle xviii, al XIX es produeix un estancament i, fins i tot, decreix per diverses circumstàncies, entre les més importants, la fam de principi de segle i la invasió francesa del 1809; a la meitat de la centúria i inici de la sèrie estadística, l'any (1857), s'enregistren 7.787 habitants segons el cens oficial, que ja té un caire regular, produint-se una recuperació que es perllonga fins a la fi del segle. Ja al segle xx trobem dues etapes força diferenciades, fins als 60 la població roman al voltant d'uns 10.000 hab. i és a partir d'aleshores quan es produeix el creixement més fort en duplicar el nombre d'habitants de 12.636 el 1950 als 26.260 hab. del cens de 2003. Segons el cens de l'Institut Nacional d'Estadística per a 2007, Crevillent té un nombre de 28.172 habitants.
| Entitats de població | Habitants |
| Crevillent           | 28.836    |
| Sant Felip Neri      | 568       |
| El Realenc           | 364       |
| Les Casiques         | 92        |
| Barri de l'Estació   | 64        |
| Rincón de los Pablos | 27        |
| -------------------- | --------- |

### Nuclis de Població
Els habitants s'hi troben repartits pels diferents nuclis de població del terme (dades de població segons l'INE 2007):
Al Nucli de Sant Felip Neri és l'únic on no existeix actualment presència del valencià per ser-hi una Pía Fundació del Cardenal Belluga que, en un procés de repoblació i dessecació de gran part del Fondo, portaria gent vinguda de Múrcia. Abans d'aquesta colonització, hi ha restes romanes trobades i al lloc se l'anomenava "El lugarico", sempre ha estat (referit a temps històrics) terme municipal de Crevillent. A l'església hi havia textos en valencià fins a finals del segle XVIII

## Economia
Es conreen garrofers, ametllers, cítrics, vinya, figueres, magraners, hortalisses (25% de secà, mentre que el regadiu suposa el 75%). Malgrat la importància de l'agricultura sobretot als segles passats, ara la indústria és l'activitat econòmica principal. De l'artesania de l'espart i el junc que proliferava en els segles xix i xx ha esdevingut la principal activitat econòmica crevillentina: la indústria de la catifa, de què n'hi ha més de 80 fàbriques i de la qual és el principal productor a nivell de tot l'estat, amb una producció del 76% del total estatal que és exportada arreu del món.
Altres sectors amb certa importància són el del calcer que ha substituït a l'espardenya tradicional, la construcció, la fusta, la metal·lúrgia i l'alimentació.

## Geografia
La vila de Crevillent està enclavada al glacis format entre la Serra de Crevillent i les planures dels rius Segura i Vinalopó. La Plaça del Passeig, al bellmig de la població, està a 110 m.
El terme municipal abraça 104,50 km² el qual ofereix un gran desnivell de nord a sud. Al nord s'hi troba la Serra de Crevillent que, amb 835 m d'altitud al pic de La Vella, és la muntanya més alta de la comarca. Es tracta d'una serra àrida amb terrenys escarpats de sediments calcaris i vegetació arbòria localitzada especialment a l'ombria i als barrancs. La solana destaca per la seua riquesa floral sent un dels paratges amb major biodiversitat de la província.
Partint de la Serra Alta, comença un fort desnivell fins a arribar a l'anomenada Serra Baixa, d'on parteix un glacis de pendent suau fins a l'horta del Segura. En aquest glacis s'enclavarà la vila, situada a 110m. d'altitud.
En la part més meridional de la població, s'hi troben les terres de cultiu i l'horta, destacant la llacuna del Fondo, un dels més importants aiguamolls de la península Ibèrica per la seua riquesa en espècies d'aus migratòries i de fauna aquàtica.
Tot i pertànyer a la comarca del Baix Vinalopó, la seua conca hidrogràfica és la del Segura.
Municipis limítrofs
|                             | Nord: el Fondó de les Neus, Asp |          |
| Oest: Albatera, Sant Isidre | Rosa dels vents                 | Est: Elx |
|                             | Sud: Catral                     |          |

### Clima

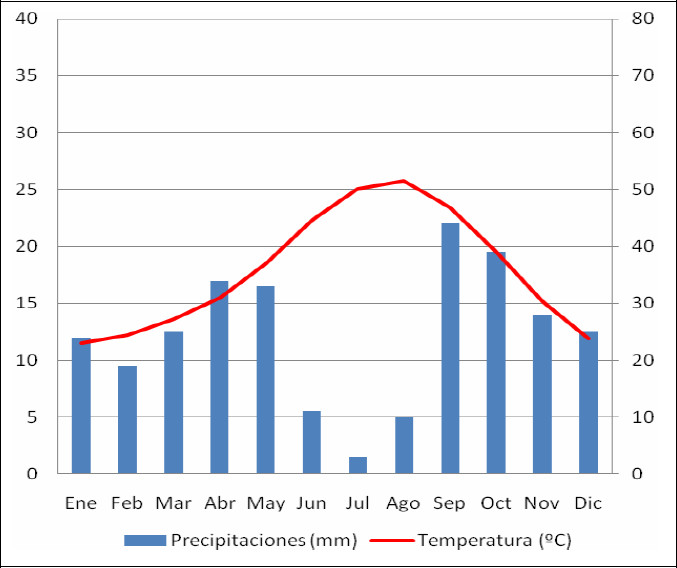
Climograma de Crevillent, 2010.

El clima de Crevillent és el propi del sud-est peninsular, çò és, mediterrani sec i semiàrid. Encara i trobar-se a una certa altitud sobre el nivell del mar, els estius solen ser llargs, altament calorosos i xafogosos. Per contra, els hiverns solen ser curts i suaus, llevat de dies excepcionalment freds.
La pluviometria anual a penes supera els 300 mm anuals, concentrant-se quasi tota la seua precipitació total a la primavera i, principalment, la tardor. En aquestes èpoques succeeix l'anomenada Gota freda, on es produeixen tronades fortes i violentes que poden superar la mitjana de precipitacions de tot un any, en tan sols un dia.

### Espais protegits
- Parc Natural del Fondo. És Parc Natural des de 1988, està inclòs al conveni Ramsar de zones humides i a la Xarxa Natura 2000, és ZEPA i Lloc d'Importància Comunitària.
- Serra de Crevillent. Està inclosa a la Xarxa Natura 2000 i és zona ZEPA i LIC.
- Microrreserves. N'hi ha sis a tot el terme municipal, tres a la Serra de Crevillent (Cim de Crevillent, Coll de Sant Juri i Barranc del Boig) i tres a El Fondo (El Derramador, El Codo i Els Racons).

## Política i govern

### Composició de la Corporació Municipal
El Ple de l'Ajuntament està format per 21 regidors. En les eleccions municipals de 26 de maig de 2019 foren elegits 7 regidors del Partit Popular (PP), 5 de Compromís per Crevillent (Compromís), 4 del Partit Socialista del País Valencià (PSPV-PSOE), 2 de L'Esquerra de Crevillent-Acord Municipal (L'EdC), 2 de Vox i 1 de Ciutadans - Partit de la Ciutadania (Cs).
| Eleccions municipals de 26 de maig de 2019 - Crevillent |                                          |                                     |                                     |         |          |          |
| Candidatura | Candidatura                              | Candidatura                         | Cap de llista                       | Vots    | Vots     | Regidors |
| | Partit Popular                           |                                     | César Augusto Asencio Asuar         | 4.479   | 32,66%   | 7 (-2)   |
| | Compromís per Crevillent                 |                                     | José Manuel Penalva Casanova        | 3.065   | 22,35%   | 5 ()     |
| | Partit Socialista del País Valencià-PSOE |                                     | Manuel Penalva Alarcón              | 2.413   | 17,60%   | 4 (+1)   |
| | L'Esquerra de Crevillent-Acord Municipal |                                     | Josep Candela Muñoz                 | 1.337   | 9,75%    | 2 ()     |
| | Vox                                      |                                     | Carmen Mendiola Ibarra              | 1.209   | 8,82%    | 2 (+2)   |
| | Ciutadans - Partit de la Ciutadania      |                                     | Lelia Laura Gomis Pérez             | 1.125   | 8,20%    | 1 (-1)   |
| | Vots en blanc                            |                                     |                                     | 85      | 0,62%    |          |
| Total vots vàlids i regidors | Total vots vàlids i regidors             | Total vots vàlids i regidors        | Total vots vàlids i regidors        | 13.713  | 100 %    | 21       |
| | Vots nuls                                | Vots nuls                           | Vots nuls                           | 91      | 0,66%    |          |
| Participació (vots vàlids més nuls) | Participació (vots vàlids més nuls)      | Participació (vots vàlids més nuls) | Participació (vots vàlids més nuls) | 13.804  | 65,67%** |          |
| Abstenció | Abstenció                                | Abstenció                           | Abstenció                           | 7.216*  | 34,33%** |          |
| Total cens electoral | Total cens electoral                     | Total cens electoral                | Total cens electoral                | 21.020* | 100 %**  |          |
| Alcalde: José Manuel Penalva Casanova (Compromís) (15/06/2019) Per majoria absoluta dels vots dels regidors (11 vots: 5 de Compromís, 4 de PSPV i 2 de L'EdC-AM) |                                          |                                     |                                     |         |          |          |
| Fonts: JEC, JEZ Elx, M. Interior, Periòdic Ara. (* No són vots sinó electors. ** Percentatge respecte del cens electoral.)                                       |                                          |                                     |                                     |         |          |          |

### Alcaldes
Des de 2019 l'alcalde de Crevillent és José Manuel Penalva Casanova de Compromís.
| Període                       | Alcalde o alcaldessa         | Partit polític | Data de possessió | Observacions |
| ----------------------------- | ---------------------------- | -------------- | ----------------- | ------------ |
| 1979–1983                     | Emili Muñoz Giménez          | PCE            | 19/04/1979        | --           |
| 1983–1987                     | Francisco Llopis Sempere     | PSPV-PSOE      | 28/05/1983        | --           |
| 1987–1991                     | Francisco Llopis Sempere     | PSPV-PSOE      | 30/06/1987        | --           |
| 1991–1995                     | Francisco Llopis Sempere     | PSPV-PSOE      | 15/06/1991        | --           |
| 1995–1999                     | César Augusto Asencio Adsuar | PP             | 17/06/1995        | --           |
| 1999–2003                     | César Augusto Asencio Adsuar | PP             | 03/07/1999        | --           |
| 2003–2007                     | César Augusto Asencio Adsuar | PP             | 14/06/2003        | --           |
| 2007–2011                     | César Augusto Asencio Adsuar | PP             | 16/06/2007        | --           |
| 2011–2015                     | César Augusto Asencio Adsuar | PP             | 11/06/2011        | --           |
| 2015–2019                     | César Augusto Asencio Adsuar | PP             | 13/06/2015        | --           |
| 2019-2023                     | José Manuel Penalva Casanova | Compromís      | 15/06/2019        | --           |
| Des de 2023                   | n/d                          | n/d            | 17/06/2023        | --           |
| Fonts: Generalitat Valenciana |                              |                |                   |              |

| Període                                                                   | Alcalde o alcaldessa    | Partit polític | Data de possessió | Observacions                                                   |
| ------------------------------------------------------------------------- | ----------------------- | -------------- | ----------------- | -------------------------------------------------------------- |
| 1931-1934                                                                 | Manuel MENARGUES VICENS | PSOE           | 12/04/1931        | Destituït                                                      |
| 1934-1936                                                                 | Joaquín LLEDÓ MAS       | PRR            | 04/07/1934        | --                                                             |
| 1936                                                                      | Manuel MENARGUES VICENS | PSOE           | 20/02/1936        | --                                                             |
| 1936-1937                                                                 | Alfonso ALFONSO MATEO   | Front Popular  | 13/11/1936        | Va partir al front.                                            |
| 1937                                                                      | José PONS GALVÁÑ        | PCE            |                   | Va substituir l'alcalde anterior i després va partir al front. |
| 1937-1939                                                                 | Antonio MAS SERNA       | PSOE           | 03/06/1937        | Va substituir l'alcalde anterior.                              |
| Fonts : Fundación Pablo Iglesias / El Municipio de Crevillent en el s. XX |                         |                |                   |                                                                |

## Patrimoni historicoartístic
El patrimoni de Crevillent, tot i que poc conegut, oblidat i —massa vegades— destruït, és ric en totes les èpoques de la història. La serra de Crevillent allotja totes les cultures prehistòriques i antigues, així com la medieval, moderna i contemporània. Hi ha una gran quantitat de jaciments tot arreu.
La població neix a l'època musulmana, de la qual queda avui el seu urbanisme al centre històric de la vila; durant els segles xviii i xix es produeixen diverses ampliacions urbanes, on encara romanen cases burgeses, cases humils i les característiques coves d'habitació. Tot i això, Crevillent comença a desenvolupar-se en gran manera en la segona meitat de segle xx, gràcies al desenvolupament industrial vingut de la catifa; és aleshores quan gran part del seu patrimoni comença a enderrocar-se per a construir edificis de nova planta. A poc a poc, el seu patrimoni ha anat en millora amb les reconstruccions d'Els Pontets i l'ermita de sant Gaietà. Això no obstant, encara hi queden vestigis del passat cultural, artístic i històric arreu del terme i del municipi.

### Nucli urbà

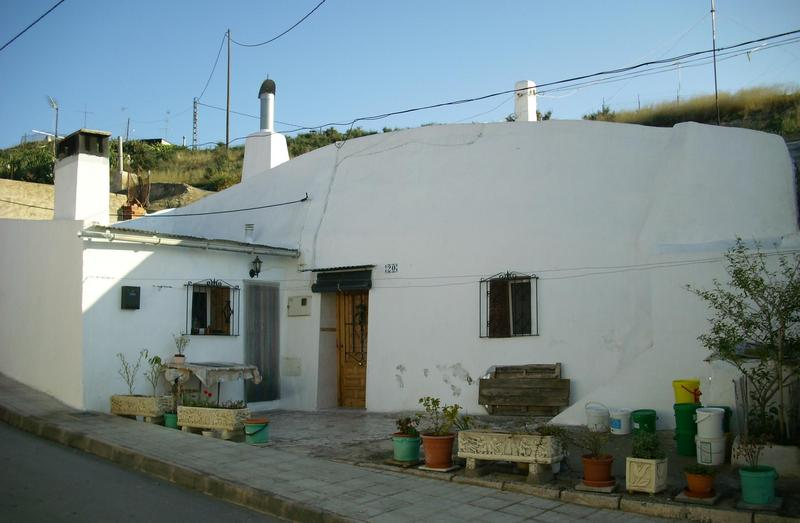
Cova d'habitació al carrer de Santa Clara

El Nucli Urbà de Crevillent mostra trames urbanes molt diferenciades entre si, productes d'una evolució demogràfica constant:
- El Nucli Antic o Barri de la Moreria. Encara mostra el seu caràcter musulmà amb carrers corbs i estrets i atzucacs.
- El Raval del segle xviii. Amb carrers corbs, enrrevessats i escales a causa de les pendents on s'assenta.
- El Barri del Pont. Amb una trama urbana orgànica o hipodàmica; és el primer exemple d'urbanisme racional a la població.
- Els barris de Coves d'habitació. Elles soles mereixen una menció especial. Distribuïdes al llarg del nord i oest de la població, destaca el seu urbanisme irregular i caòtic, tot i el procés urbanístic que van sofrir en les dècades de 1960-'70. S'hi troben en una forta recessió pels afonaments i enderrocs incontrolats. Destaquem els barris de la Salut, l'Àngel, Sendra, Baiona, Santa Clara, Racó Salao, Boquera de Calvari i Planelles.
- El barri del desarrollisme. Situat entre sud del nucli antic i la N-340, es va formar en el major esplendor de les indústries catiferes de la població; compren una urbanística racional, amb carrers amples i edificis de gran altura.
- Ronda Sud. El creixement de Crevillent avança cap al sud de la N-340, novament de carrers amples i edificis de gran altura. En la part més meridional hi ha un complex de bungalous.

### Patrimoni arqueològic
El patrimoni arqueològic de Crevillent és ric en gran quantitat de cultures mediterrànies. Moltes de les restes s'hi troben en la seua Serra i en la part sud de la població. Tot i que seria impossible enumerar-les totes, fem aquí una selecció del més important.
- Les Moreres: Jaciment calcolític.
- Pic de les Moreres: Jaciment del Bronze Antic.
- La Ratlla del Bubo i La Cova del Xorret: Jaciment Paleolític superior.
- Penya Negra i El Forat/Castellà Colorat: Jaciments Bronze Final - Període Orientalitzant i de l'Ibèric Ple. La Penya Negra s'hi troba com un dels principals jaciments a nivell europeu.
- El Castell Vell. Situat sobre el pic d'El Frare, probablement és d'origen musulmà i s'hi troba totalment arruïnat, no en queden més que els fonaments i algun tros de muralla.
- La Font Antiga. Sistema de canalització musulmà anomenat qânat que conduïa l'aigua d'un naixement en el cor de la Serra de Crevillent fins a la població. A més de les séquies, els principals elements de la que formen part són Els Pontets (aqüeducte) i el Pontet dels Moros.
- El Cantal de la Campana i el Castellà Corralaes. S'hi troben dos jaciments en ruïnes d'unes antigues talaies d'època moderna, confrontades entre si, per a salvaguardar el camí que comunicava Crevillent amb el Vinalopó.
- Castell i Muralles de la medina musulmana. Del castell no roman més que l'espai físic que ocupava, i de les muralles trossos incorporats als habitatges actuals, de fet el carrer per on anava el vall del castell s'anomena Carrer Vall.
- La Canyà Joana. D'època romana, s'hi troba al sud de la població; es tracta d'una almàssera amb construccions annexes.

### Patrimoni industrial
Crevillent és una ciutat eminentment industrial. La catifa va ser, fins a les últimes dècades, el principal productor de l'economia de la població. D'ella queden restes d'arqueologia industrial d'una gran importància.
- La Fàbrica Gran, Fàbrica de Catifes Hijo d'Agusto Mas, s.l. La primera fàbrica de catifes de l'estat, fundada el 1823, la seua resta industrial s'hi troba al carrer del Carme; en ella, s'hi troben tots els processos industrials de la població havent-hi cossos de fàbrica de 1860, de 1886 i 1892, la primera nau industrial de la població datada el 1923 i una segona nau industrial de 1968. És el millor exponent per mostrar l'evolució fabril de la població i, actualment, el seu ús i pervivència no queda clar. Tan sols els cossos de fàbrica de 1886 i 1892 estan protegits i hi ha un projecte especulador de destruir la resta per a construir edificis. Al seu interior encara queda maquinària d'època com canelleres de fusta i mecàniques, ordidors, i l'engranatge per moure els telers de la primera mecanització de la fàbrica.

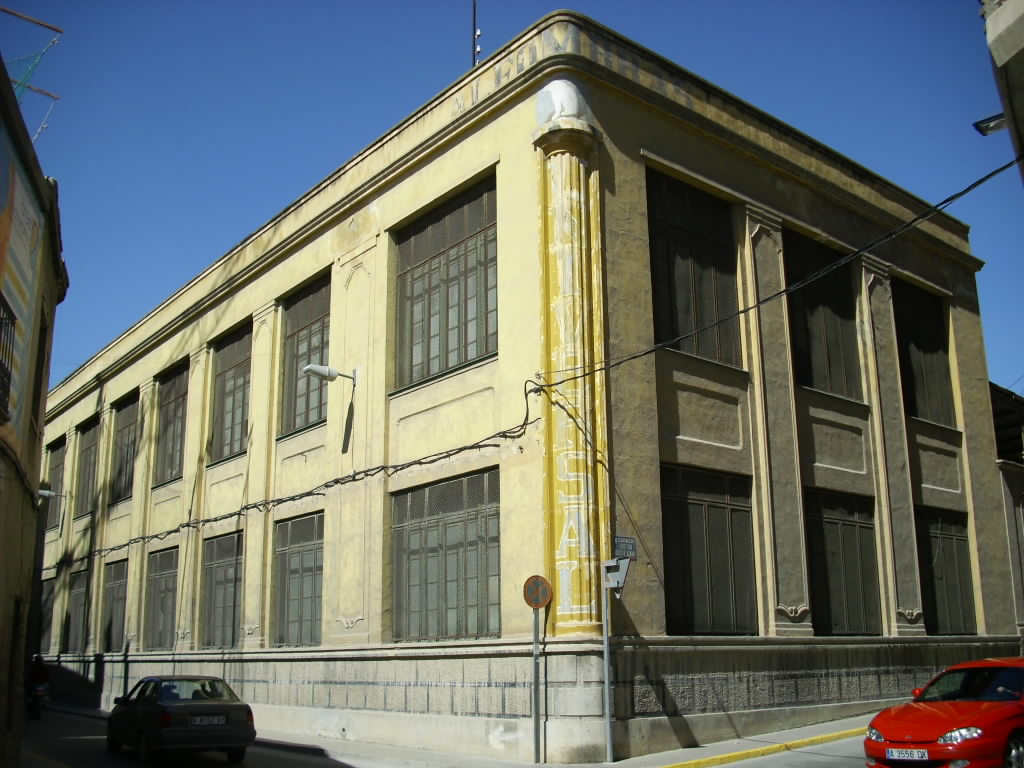
Antiga fàbrica d'Alfombras Universal

- Complex de la Fàbrica Alfombras Imperial. Situada sota el Calvari, és un complex que abraça una illa d'edificis i tres naus industrials annexes. A més, sota d'ella s'hi troba el seu barri obrer. És la principal fàbrica de catifes de l'estat des de la dècada de 1940, en ella tenia lloc tot el procés catifer, des de l'arribada de la llana fins al seu acabament, passant pel seu tintat, assecament i tissatge. El seu interior encara té una gran quantitat de telers de la segona industrialització.
- Alfombras Universal. La resta fabril s'hi troba en el cor de la localitat, en el carrer cor de Jesús. Es tracta d'un edifici dels anys 40 amb una gran quantitat d'edificis annexes que ocupen quasi una illa.
- Fàbrica de la Viuda. Situada al carrer Salitre, en cronologia, l'edifici és el segon en construcció després de La Fàbrica Gran. Data de finals de segle xix amb annexos de la dècada de 1940. Actualment està pendent d'enderroc per construir edificis, una plaça interior i un aparcament.
- Barris obrers. S'hi troben dos en la població. El primer ja esmentat de la fàbrica Alfombras Imperial, situat al sud del Calvari i, el segon, situat a l'avinguda de Madrid. En tots dos casos es tracta d'un conjunt de cases d'una sola planta que ocupen diverses illes conformades en quadrícula.
- Casa de les Persianes. Encara que quasi tot el món pensa que es tracta d'una construcció musulmana, en realitat és una fàbrica construïda amb estil neomudèjar per a la fabricació de persianes. S'hi trobava a l'entrada de la població des de l'oest i, avui, la façana es troba al Parc Nou, darrere de la Casa del Parc.

### Arquitectura civil
- Casa del Parc. Antic caseriu, avui és la seu del museu arqueològic i del científic Mas Magro. Es tracta d'una casa d'estil casticista de principis de segle xx amb dues plantes i un gran porxo cobrint l'entrada.
- Les Escoles Noves. Antic llavador de la població. Se situa en el carrer Llavador i hui són les dependències de la policia municipal; anteriorment foren les escoles de la població. Va ser en la dècada de 1920 quan es reformà el vell llavador per a donar-li ús pedagògic. S'eliminaren les escales, part de les obertures foren tapiades i es construïren finestres sota frontons, en un fort accent classicista. Tot i això, encara avui s'hi poden entreveure algunes de les columnes de ferro originàries.
- L'Hospital Antic. Situat al raval del segle xviii, al final del carrer santa Anastàsia. Va ser restaurat en 1866, es tracta d'un antic convent de monges convertit en hospital. Consta de dues plantes i un petit claustre amb una font al centre. Tot i que avui ja està derruïda, en la seua part est hi havia una església dedicada a santa Anastàsia, on també s'hi trobava una creu de Ruïssa. Curiosament, ans que eixa església existira, en la part oest hi havia una primitiva església de santa Anastàsia, que també va estar derruïda.
- Casa solariega dels Magro. S'hi troba fora de la població, per un camí que dona a la Garganta. És una casa d'estil casticista per a goig de la família Magro; tota ella està envoltada de jardins on hi havia escultures. La casa consta de dos plantes i una torre en un dels cantons.
- Casa dels Magro. S'hi troba al carrer de la santíssima Trinitat.

### Patrimoni religiós
- Església de la Mare de Déu de Betlem (antigament de Sant Pere). Del segle xvii i fou constituïda en 1779-1829. En la seua cripta albergava el Museu Benlliure, que comptava, entre altres obres, amb set passos processionals de la Setmana Santa encarregats per la família Magro a l'escultor.
- Ermita de sant Gaitano. Situada en la devesa del mateix nom, en un indret anomenat Els Anouers, és una ermita del segle xviii que s'hi trobava en ruïnes fins que, a principis de 2009, l'Ajuntament de Crevillent va fer una reconstrucció no gaire agraïda destruint la volta i cúpula que quedaven empeus i arrebossant les parets existents. Es tracta d'una ermita d'una sola nau amb volta de canó i creuer on s'assentava una cúpula sobre tambor.
- Ermita de la Puríssima. Situada al carrer Puríssima, és la més antiga ermita de la població. La seua construcció va ocórrer entre 1725 i 1751, el seu interior és d'una sola nau i volta de canó amb fornícules en cada tram que dona cabuda a imatges.
- Torre de l'església vella. Com el seu nom indica, és la torre de la primitiva església de Betlem. Està situada a la plaça del mercat, ja que forma part de l'actual mercat d'abastos. Es tracta d'una torre renaixentista seguint les tipologies valencianes: de diverses altures on hi ha obertures verticals i, en la seua part superior, obertures de major mida on es troben les campanes.
- Passeig del Calvari, amb Via Crucis del xviii el qual fou eliminat del lloc a principis de segle xix. El Calvari ha sofert tantes restauracions i modificacions que, hui, el que s'hi mostra, és una esplanada sense quasi vegetació i dos pavellons centrals, edificats sobre 2004.

## Cultura

### Museus
- Museu Municipal "Mariano Benlliure". C. Cor de Jesús, 6.

Va ser creat l'any 1967 i en ell s'hi troben més de cent obres de l'escultor Mariano Benlliure, entre d'elles esbossos en algep, obres finalitzades i passos de setmana santa. Durant anys ha estat obert a la cripta de l'església de Betlem però, a causa d'humitats, es va traslladar al seu estat actual; per desgràcia, l'Ajuntament de Crevillent encara no ha obert les seues portes després de quasi un lustre afirmant que anaven a fer-ho.

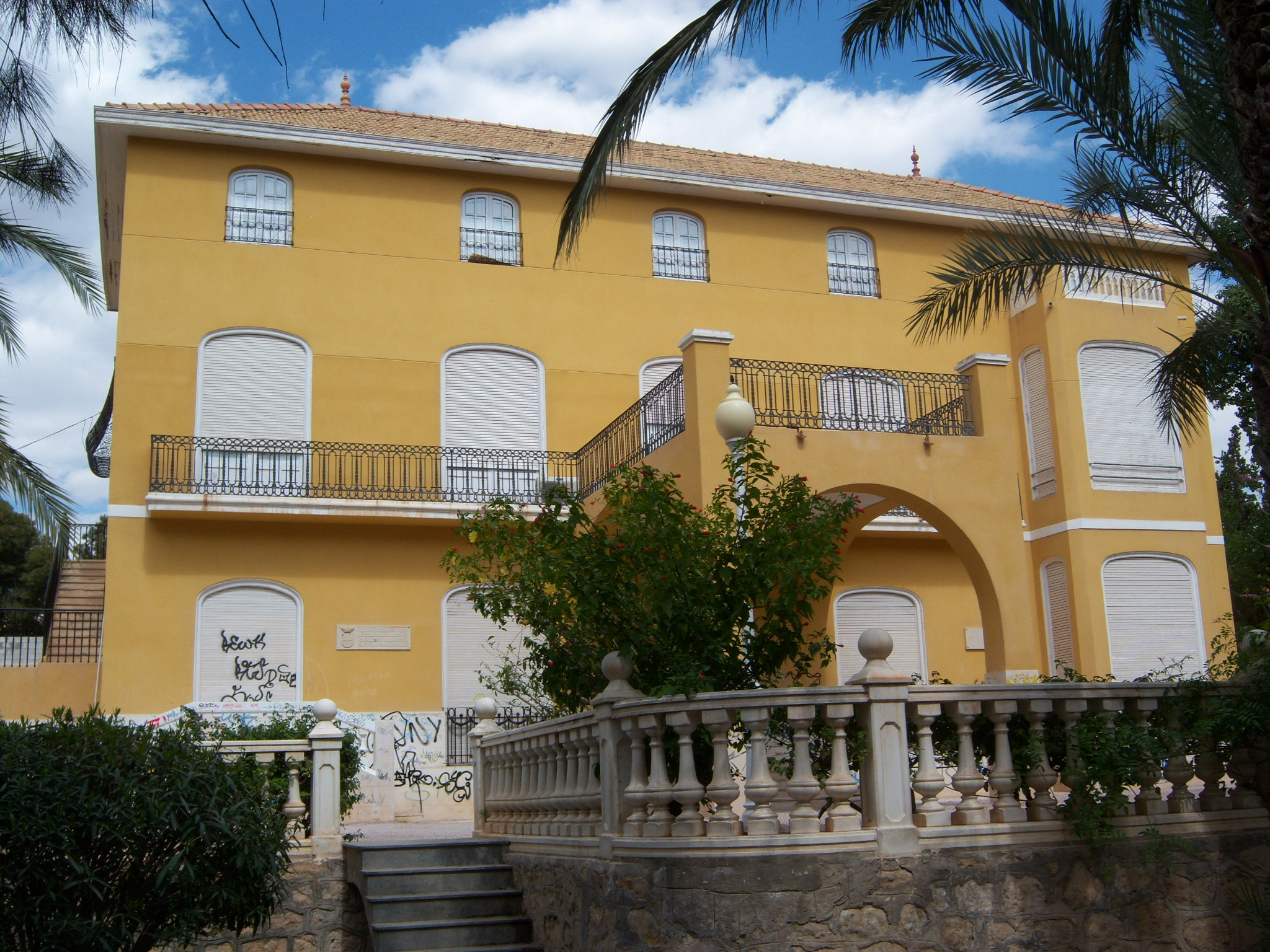
Casal del Parc Nou, on s'allotja el Museu Arqueològic i el Museu-despatx del Dr. Mas Magro

- Museu Arqueològic Municipal. C/ Casa del Parc Nou, Vial del Parc s/n.

Horari de visites. D'octubre a maig: De Dilluns a Divendres de 9h a 14h i Dimarts de 16h a 18.30h. De juny a setembre:Dimarts vesprada tancat.
Museu muntat en una sala de la casa d'estil casticista al Parc Nou. En ell es poden trobar peces de gran interès arqueològic trobades en les excavacions del terme de Crevillent, entre les obres més importants s'hi troben el tresoret de denaris o els bronzes fenicis d'El Camí de Catral i La Canyada Joana.
- Museu de la Setmana Santa. C. Cor de Jesús, 4.

Horari: Des del 15 de Setembre fins al 15 de juny. Dilluns: Tancat. Dimarts a Divendres: de 18 a 21 hores. Dissabtes: Matí de 10,30 a 13,30 hores, Vesprada de 18 a 21 hores. Diumenges i Festius: Matí de 10,30 a 13,30 hores.
Visites en grup concertar en el telèfon : 686 64 29 25. Temps estimat per a la visita: 1 hora i 30 minuts. Preu: 1 €
Web: semanasantacrevillent.com.
- Museu Benlliure, inaugurat el 2012[21]

Situat en ple cor de Crevillent, el present museu fa una mostra de tots els passos de setmana santa de la població amb autors com Benlliure o Riudavets.

### Festes
De les festes de la vila hi ha :
- La Setmana Santa: declarada d'Interès Turístic Nacional, és destacada per la qualitat de la imagineria religiosa amb obres de Marià Benlliure i Josep Riudavets, i per la participació de les corals que hi ha.

Destaquen les processons de Dimarts sant (processó dels sacs); Divendres sant (dianes, pujada i baixada del calvari, i mort de crist) i Dissabte sant (soterrament de crist).
Les confraries processonen les imatges i es reuneixen al tradicional i conegut esmorzar del divendres sant, on es mengen alls, faves tendres, pa torrat i coques de Crevillent.
- Els Moros i Cristians: última setmana de setembre i primera d'octubre. Declarades d'Interès Turístic Nacional. Les cabiles i quarters omplin d'actes festius el poble. Festa protagonitzada per les comparses mores i cristianes en honor de Sant Francesc (4 d'octubre). Destaquen les dues entrades i les ambaixades al rai's de Crevillent, declarades Bé Immaterial de Rellevància Local en 2010.[22]
- Festes de Sant Gaietà: festes d'antiga tradició, que per circumstàncies han anat perdent-se. Barraquetes de fira al passeig del Calvari i tradicionals regals als xiquets. Firar-se una joguina és tradicional el 7 d'agost.
- Festes del barri de la Salut: el setembre, les festes són aquesta vegada en honor de la Mare de Déu de la Salut. Cercaviles, karaokes, actuacions musicals i esport al carrer.
- Festes del barri de l'Àngel: també el setembre, i marcades també per una festivitat religiosa. L'ermita de l'Àngel és visitada en processó i els veïns fan festa amb sopars, balls i molta animació.
- Romeries de sant Isidre i sant Pasqual. Processons de pujada i baixada dels sants amb xiquets vestits de madrilenyos (sant Isidre) i ballant dances tradicionals (sant Pasqual) com la Danceta de Crevillent.

### Gastronomia
L'arròs en mondongoAquest plat ha fet nàixer l'Associació d'amics de l'arròs i mondongo, que es reuneix habitualment per assaborir aquest menjar típic. Llorenç Millo Casas, al seu llibre Gastronomia Valenciana diu:
| « | L'arròs i mondongo propi de Crevillent és potent i fort, apropiat per a gent saludable. Es fa amb les entranyes dels bòvids i la tradició el reserva per als dies de Setmana Santa, malgrat el dejú i l'abstinència que ordena l'església per aquestes dates. No es tracta d'una irreverència, només és una permissió per als que han de carregar-se al muscle durant les processons, els pesats tabernacles on llueixen les policromes i pietoses imatges. | » |

L'arròs amb conill i caragolsAquest dinar és millor a l'aire lliure, al camp o a la platja perquè fet amb llenya de foc borratxo és més gustós. Però el més important és, que cal fruir d'aquesta perola en bona companyia.
La GatxamigaPlat típic i ideal per als dies de pluja a l'hivern. Se sol acompanyar d'un got de bon vi.
La Coca i el Pa Torrat
Coca farcida d'ou i tonyina, de seitó, coca de sardina, de boqueró, de verdura, de llonganissa, d'oli (coques i coquetes) i fins i tot de pernil dolç i formatge. D'aquestes podem trobar-ne tot l'any però el pa torrat és més típic de la Setmana Santa crevillentina i forma part de l'esmorzar del divendres sant. Els forns de la localitat treballen quasi tota la nit perquè tots (devots i poc devots) puguem gaudir d'un bon tros de pa torrat al forn acompanyat de bacallà, alls i favetes tendres acabades de collir. El que més us agrade.

## Crevillentins il·lustres
- Muhàmmad aix-Xafra (2/2 s. XIII-1360). Metge.
- Jaume el Barbut (1783-1824). Bandoler.
- Manuel Mas i Candela (1829-1908). Compositor i concertista de bandúrria.
- Isabel Alfonso Candela (1876-1901). Escriptora i feminista.
- Francisco Mas y Magro (1879-1958). Metge.
- Telmo Vela de Lafuente (1889-1979). Compositor i violinista.